# Каргиничи
Каргиничи (вепс. Karhil) — упразднённая деревня на территории Винницкого сельского поселения Подпорожского района Ленинградской области.

## География
Деревня находилась в западной части района к западу от озёр Каргинского и Легмозеро.

## История
Каргиничи (волостка Каргиницы, деревня в Каргиницах) впервые упоминаются в писцовой книге Обонежской пятины 1496 года в Ильинском Винницком погосте.
Первая деревянная церковь в Каргиничах упоминается в писцовой книге 1563 года — «На Куроеве горе — погост, встала Георгиевская церковь».
Георгиевская Каргинская волость и её центр, деревня На Куроеве горе, отмечены в переписных книгах 1582 и 1616 годов.

СЕРГИЕВСКОЕ (КАРГИНСКИЙ ПОГОСТ) — село при озере Каргинском, число дворов — 15, число жителей: 43 м. п., 45 ж. п.; Все чудь. Церковь православная. (1873 год)

Село административно относилось к Винницкой волости 2-го стана Лодейнопольского уезда Олонецкой губернии.

СЕРГЕЕВСКАЯ (ПОГОСТ КАРГИНСКИЙ) — деревня Каргинского сельского общества при озере Каргинском, население крестьянское: домов — 21, семей — 21, мужчин — 54, женщин — 54, всего — 105;  население некрестьянское: домов — 2, семей — 2, мужчин — 6, женщин — 5, всего — 11; лошадей — 19, коров — 21, прочего — 10. Школа. (1905 год)

С 1917 по 1921 год деревня Каргиничи входила в состав Кекозерского сельсовета Винницкой волости Лодейнопольского уезда Олонецкой губернии.
С 1922 года — в состав Каргинского сельсовета.
Согласно областным административным данным деревня называлась также Сергеевская Лукицкая.
В 1927 году население деревни составляло 154 человека.
- Деревня Сергеевская на карте 1932 года

Согласно карте Ленинградской области Северо-западного аэрогеодезического треста ГГУ издания 1932 года деревня насчитывала 13 крестьянских дворов. В деревне находилась часовня.
По данным 1933 года деревня называлась Сергеевская и входила в состав Каргинского вепсского национального сельсовета Винницкого национального вепсского района.
- Деревня Сергеевская куста деревень Каргиничи на карте РККА 1940 года

Во время войны у деревни проходила линия фронта, население было эвакуировано осенью 1942 года.
В 1965 году деревня Каргиничи находилась в подчинении Ярославского сельсовета, население деревни составляло 16 человек.
По данным 1966 и 1973 годов деревня также входила в состав Ярославского сельсовета.
По данным 1990 года в составе Подпорожского района не значилась.
Ныне — урочище Сергеевское.

## Демография
| 1873 | 1905 | 1927 | 1965 |
| ---- | ---- | ---- | ---- |
| 86   | ↗116 | ↗154 | ↘16  |

## Достопримечательности
- Церковь Георгия Победоносца, 1779 года постройки, деревянная, недействующая, закрыта 1939 году, разрушается[12].